# Куценко Леонід Васильович
Леонід Васильович Куценко (15 лютого 1953, Ульяновка, Ульяновський район, Кіровоградська область — 22 грудня 2006, Кіровоград) — літературознавець, критик, доктор філологічних наук, професор, член Національної спілки письменників України, заслужений працівник народної освіти України, лауреат літературної премії імені Євгена Маланюка, краєзнавчої премії імені Володимира Ястребова та премії Фонду Воляників-Швабінських при Фундації Українського Вільного Університету в Нью-Йорку.

## Біографічні відомості
Куценко Леонід Васильович народився 15 лютого 1953 року в селі Вільхове Ульяновського району, Кіровоградської області в родині вчителів.
Працював у школі. Закінчив філологічний факультет Кіровоградського педагогічного інституту у 1978 році. Був секретарем комітету комсомолу інституту. З 1982 р. працював на кафедрі української літератури педагогічного університету імені Володимира Винниченка, тривалий час працював на посаді декана філологічного факультету.
У сучасному літературознавстві — найавторитетніший дослідник творчості Євгена Маланюка та Празької літературної школи.
2013 року вийшла книга про нього, упорядником був Задоя Іван Михайлович.

## Науковий доробок
- Літературний словник Кіровоградщини / авт.-упоряд. Л. Куценко ; Кіровоградська організація Спілки письменників України. — Кіровоград, 1995. — 126 с.
- Куценко Леонід Васильович. Час вчитися любити: Біблія на уроках літератури: навч. посібник / Л. В. Куценко. — Кіровоград: Степова Еллада, 1999. — 55 с.
- Куценко Леонід Васильович. Dominus Маланюк: тло і постать/ Л. В. Куценко. — 2. вид., доп. — К. : ВЦ «Просвіта», 2002. — 365 с.
- Куценко Леонід Васильович. Євген Маланюк: дорогами втрат і сподівань/ Л. В. Куценко. — Кіровоград: Центрально-Українське видавництво, 2002. — 83 с.
- Куценко Леонід Васильович. «І вічність на каміннях Праги…»: біографічні нариси / Л. В. Куценко. — К. : ТОВ «Імекс-ЛТД», 2006. — 288 с.
- Куценко Леонід Васильович. Стежками хутора «Надія». Нарис. — Кіровоград : Поліграфічно-видавничий центр ТОВ «Імекс-ЛТД», 2007. — 48 с. — 1 000 прим. — ISBN 978-966-8861-62-8.

## Інтернет-джерела
- Національна бібліотека України імені В. І. Вернадського[недоступне посилання з вересня 2019]

| науковець | Це незавершена стаття про науковця. Ви можете допомогти проєкту, виправивши або дописавши її. |